# Palaeopsychops dodgeorum
Palaeopsychops dodgeorum  (лат.) — ископаемый вид сетчатокрылых насекомых рода Palaeopsychops  из семейства Ithonidae (ранее в Polystoechotidae). Обнаружен в эоценовых отложениях Канады (Quilchena, British Columbia, Canada, Coldwater Beds Formation, около 50 млн лет).
Длина переднего крыла 45 мм.
Вид Palaeopsychops dodgeorum был впервые описан в 2003 году американским палеоэнтомологом С. Б. Арчибальдом (S. B. Archibald; Department of Organismic and Evolutionary Biology, Harvard University, Museum of Comparative Zoology, Cambridge, США) и российским энтомологом В. Н. Макаркиным (Биолого-почвенный институт ДВО РАН, Владивосток, Россия). Таксон Palaeopsychops dodgeorum включён в состав рода Palaeopsychops Andersen 2001. Сестринские таксоны: P. abruptus, P. angustifasciatus, P. douglasae, P. latifasciatus, P. maculatus, P. marringerae, P. quadratus, P. setosus, P. timmi.